# تشرين الثاني
تِـشْرِين الثاني هو الشهر الحادي عشر (11) من شهور السنة الميلادية حسب الأسماء السريانية المستعملة في المشرق العربي. يقابله في التسمية الغربية شهر نوفمبر أو نونبر.

## تشرين الثاني عند العرب
قال الأَزهري: العرب تقول: السنة أَربعة أَزمان، ولكل زمن منها ثلاثة أَشهر، وهي فصول السنة: منها فصل الصيف وهو فصلُ ربيع الكَلإِ آذارُ ونَيْسانُ وأَيّارُ، ثم بعده فصل القيظ حَزِيرانُ وتَموزُ وآب، ثم بعده فصل الخريف أَيْلُولُ وتَشْرِين وتَشْرين، ثم بعده فصل الشتاء كانُونُ وكانونُ وسُباطُ.

## في الأمثال
ارتبط التِّـشْـرِينان بالتراث والحكايا الشعبية والأمثال في المشرق العربي. من الأمثال الشهيرة المتداولة حول تِـشْرِين الثاني:
- في تشرين ينتهي العنب والتين.
- خيار تشريني ، شمني وأرميني.
- برد تشرين يقطع المصارين.
- إللي ما ارتوى من حليب إمه يرتوي من مية تشرين.
- تشرين الثاني ما في للمطر أمانة.
- في آخر تشرين ودع الغالي والزين